# Палаццо-Ре-Енцо
Палаццо-Ре-Енцо (італ. Palazzo Re Enzo, дослівно — палац короля Енцо) — палац XIII століття, розташований на площі Пьяцца-дель-Неттуно в історичному центрі Болоньї, регіону Емілія-Романья, в Північній Італії. Палац отримав свою назву на честь Енцо Сардинського, номінального короля Садинії і сина імператора Священної Римської імперії Фрідріха II, який перебував в ув'язненні в палаці з 1249 року до своєї смерті в 1272 році. Зараз палац використовується для організації культурних заходів та виставок.

## Історія

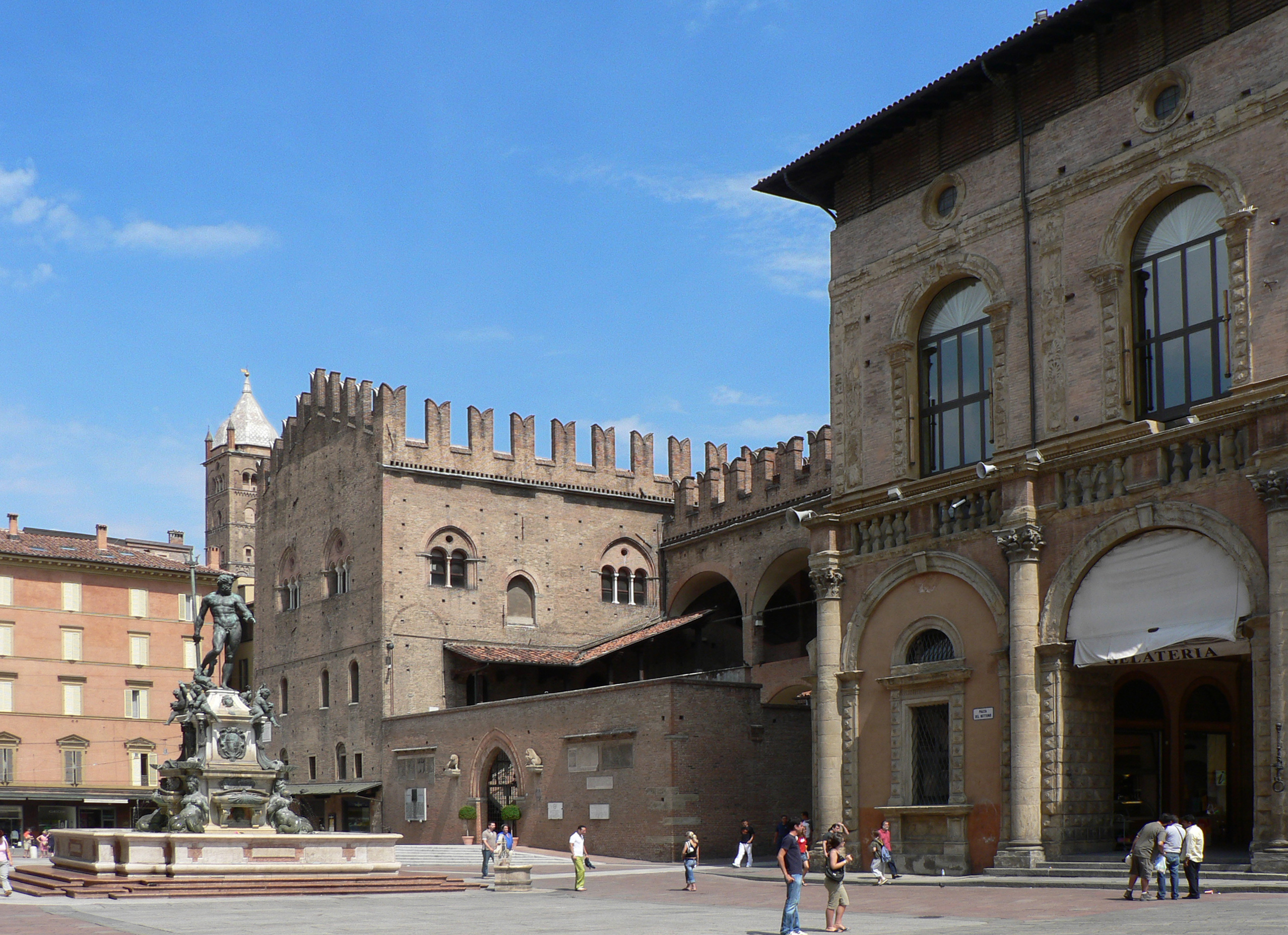
Вид на Палаццо-Ре-Енцо з площі Нептуна

Палац був побудований між 1244 і 1246 роками за вказівкою подеста Філіппо Угоні як продовження сусіднього адміністративного Палаццо дель Подеста, розмір якого виявилося недостатнім для вимог управління комуною Болоньї. Тому спочатку він був відомий як «Новий палац» (лат. Palatium Novum).
Через три роки після завершення будівництва палацу, у битві при Фоссалті 1249 року у полон до гвельфів потрапив Енцо Сардинський, номінальний король Сардинії і позашлюбний син імператора Священної Римської Імперії Фрідріха II, який бився проти гвельфів на стороні свого батька і партії гібелінів. Після короткого перебування в Анцолі, Енцо перевезли до Болоньї і ув'язнили в Новому Палаці, в якому Енцо утримували протягом наступних 23 років, допоки він не помер в 1272 році. Партія гвельфів відмовилися звільнити Енцо за будь-які гроші, що пропонувались його батьком Фрідріхом II. Перемовини про викуп зупинилися після смерті імператора у 1250 році.

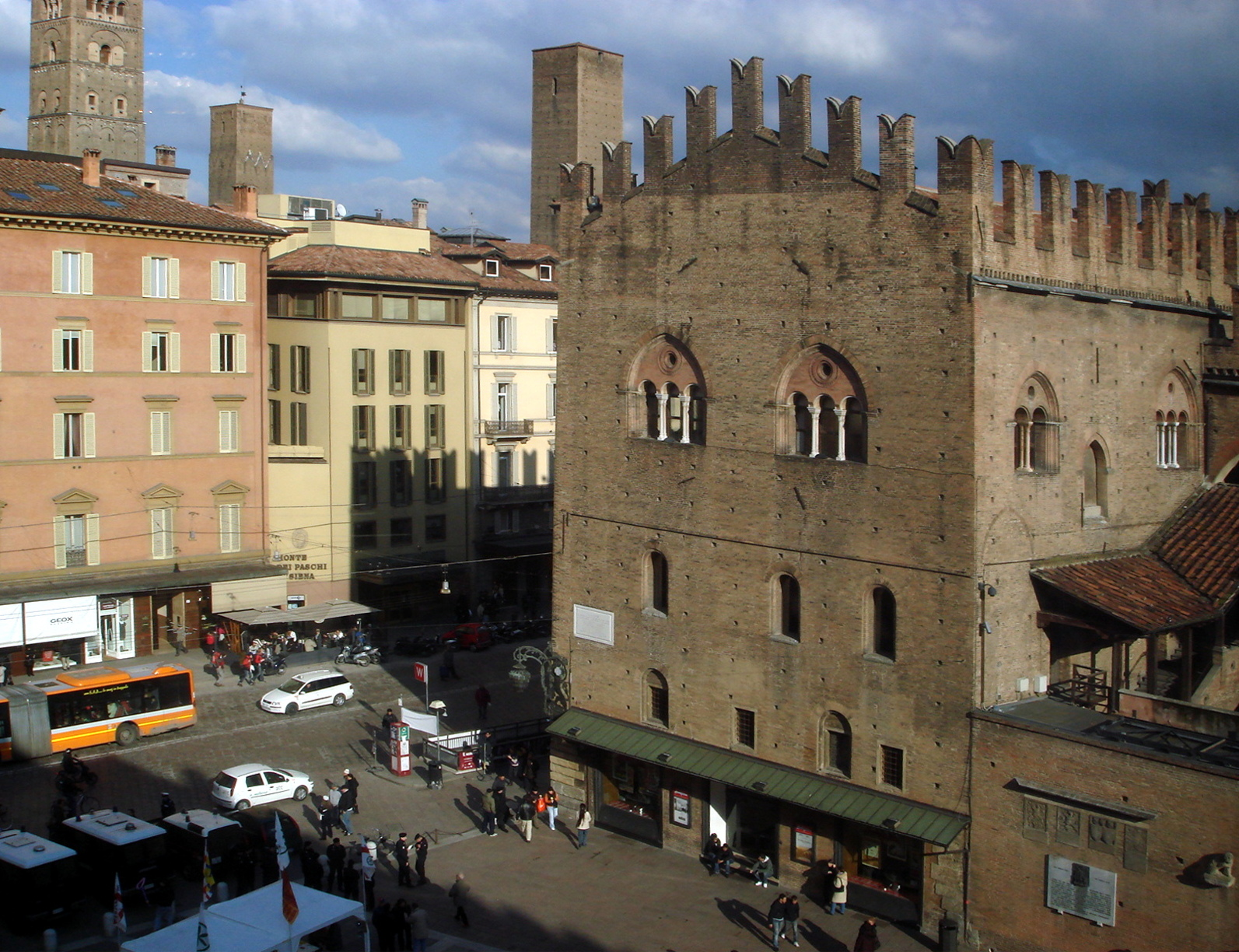
Палаццо-Ре-Енцо

За традицією вважається, що Енціо залишали вільним у палаці, але вночі його тримали в клітці, що звисала зі стелі. Йому також дозволялося зустрічатися з жінками: у заповіті він згадує трьох рідних дочок, але легенда розповідає ще про четверту дитину — сина, який у нього був від селянки Люсії ді Віадагола. Сина назвали Бентівольо від слів «Amore mio, ben ti voglio», які він сказав своїй коханій (що означає «Моя любов, я люблю тебе»), і він стане засновником родини Бентівольо, що пізніше стали правителями Болоньї.
Праворуч від палацу є доступ до каплиці Санта-Марія-деї-Карчераті, куди йшли засуджені на смерть. На першому поверсі розташовувалися Карроччо і військові машини, а на середньому — кабінети претора і каплиця. У 1386 році Антоніо ді Вінченцо закінчив Sala dei Trecento («Зал трьохсот»), який мав стати міським архівом. Останній поверх був значною мірою відремонтований у 1771 році Джованні Джакомо Дотті.

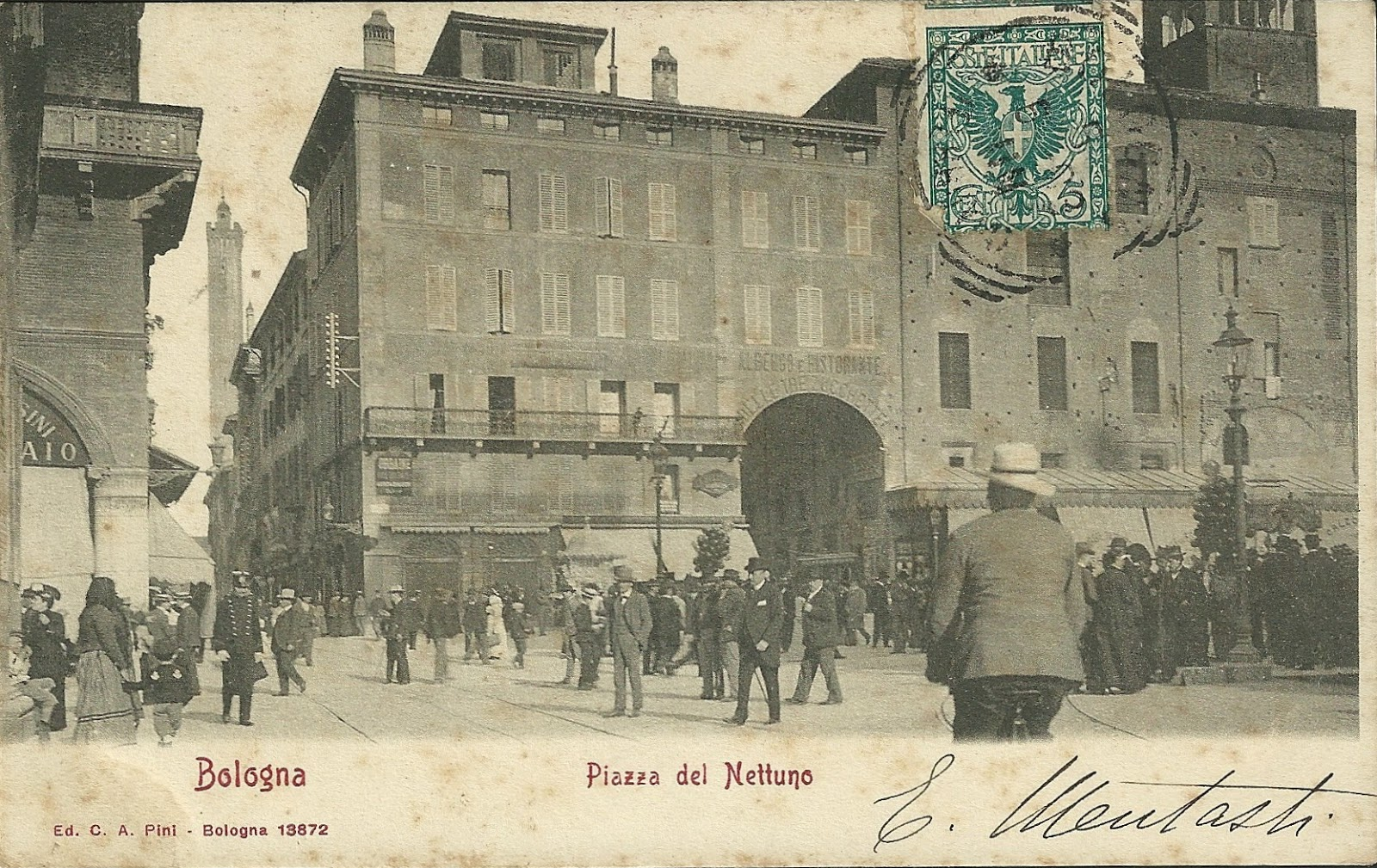
Зображення Палаццо-Ре-Енцо з листівки 1900 року до реставрації Руббіані та до знесення сусіднього будинку Кампогранде

У 1905 році Альфонсо Руббіані відновив готичний вигляд будівлі, відновивши оригінальні зубчасті стіни, арки першого поверху, сходи п'ятнадцятого століття та знову відкривши вікна трифора, водночас вносячи численні образні доповнення, продиктовані неоготичною модою того часу. Починаючи з 1910 року, в рамках знесення Середнього ринку (it. Mercato di Mezzo) для розширення вулиці Ріццолі, було знесено численні будівлі, які протягом століть виросли навколо палацу, включаючи будинок Кампогранде (it. casa Campogrande) та канатне склепіння, розташоване між двома будівлями.
Зовнішні фасади Палаццо-Ре-Енцо виходять на площу Нептуна, вулицю Франческо Ріццолі та площу Ре Енцо і були піддані консервативній реставрації в 2003 році.

## Легенди про Короля Енцо

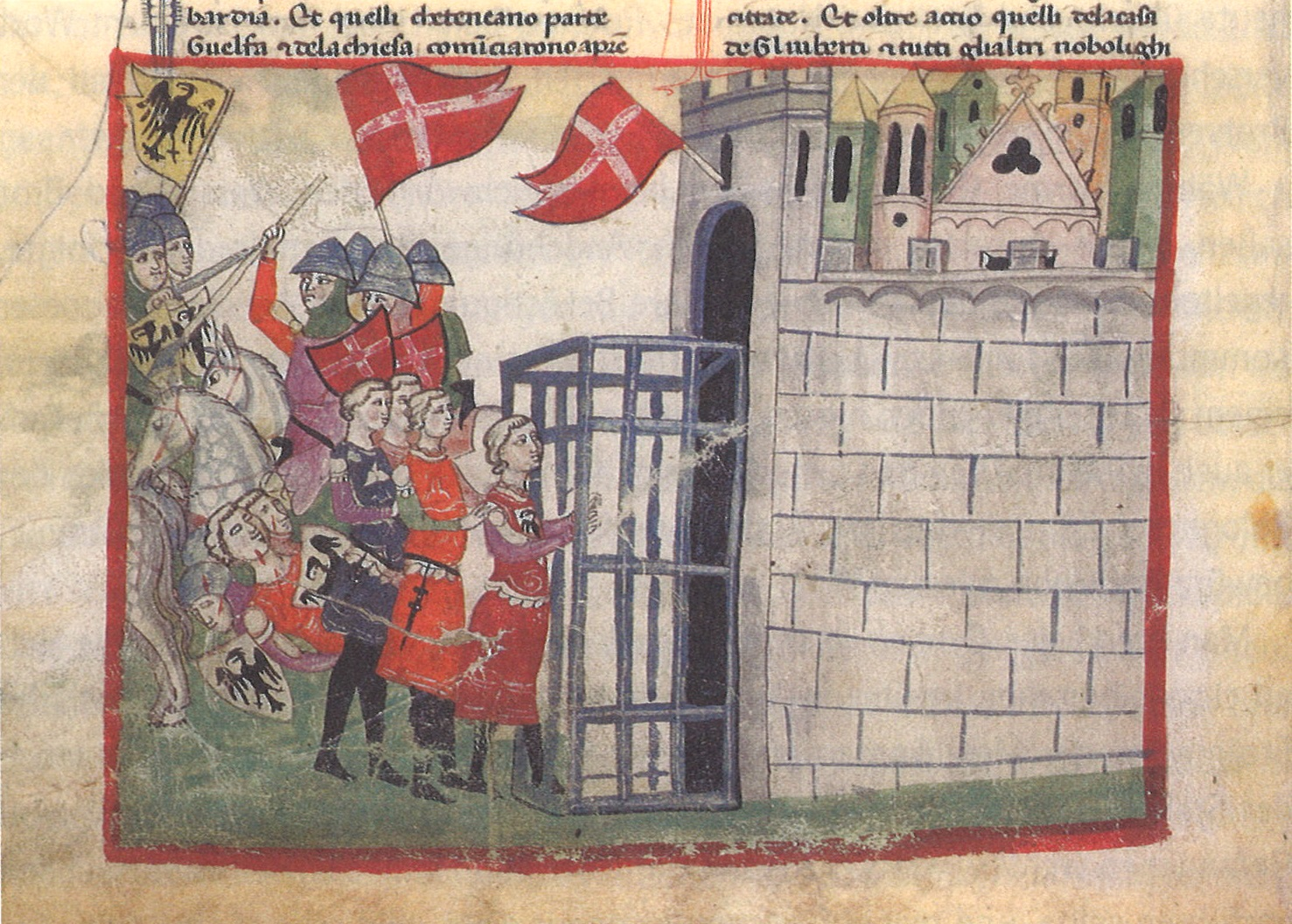
Після битви при Фоссалті в 1249 році Енцо був ув'язнений у залізній клітці в Болоньї. Джованні Віллані, Кроніка Нуова, XIV століття.

Численні легенди, записані літописцями про захоплення та ув'язнення Енцо.
Повідомляється про першу невдалу втечу із замку Анцола-делл'Емілія, здійснену до того, як короля перевезли до Болоньї. Пізніше імператор Фрідріх запропонував місту Болонья такий величезний викуп за свого сина, який міг бути використаний для будівництва нових міських стін, але болонці відмовилися його прийняти.
За іншими даними, король проводив день з іншими ув'язненими, а вночі був замкнений у залізній клітці, що звисала зі стелі, за якою постійно спостерігали.

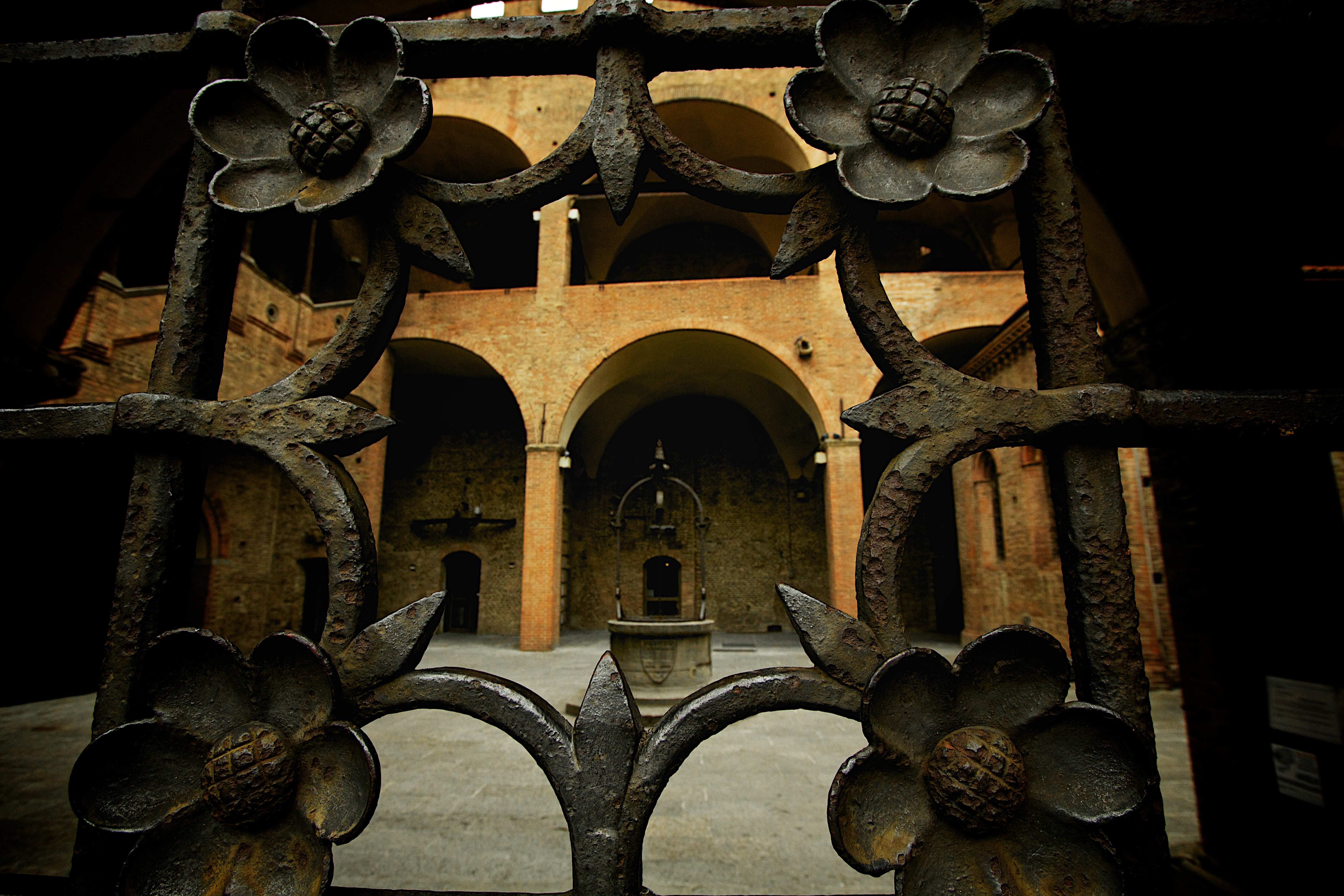
Вид на внутрішнє подвір'я палацу Ре-Енцо

Адміністрація дозволяла Енцо відвідувати жінкам. У своєму заповіті Енцо згадує трьох біологічних дочок, хоча посмертна легенда приписує йому четверту дитину - сина народженого бідною селянкою Люсії ді Віадагола. Кажуть, що дитину назвали Бентівольо, за словами, які король часто шепотів своїй коханій: Amore mio, ben ti voglio (Кохана, я люблю тебе). Вважається, що цей син був племінним вождем італійського знатного роду Бентівольо, який правитиме містом у наступні століття.
Деякі легенди розповідають, що король намагався втекти, ховаючись у ємності для транспортування вина, але старенька жінка впізнала його, оскільки довге світле волосся короля, що звисало з кришки, привернуло її увагу.
Після 23 років ув'язнення Енцо помер і, за його бажанням, був похований в базиліці Сан-Доменіко, де його гробниця знаходиться донині.